# طلب معلومات
عملية طلب معلومات (Request for information) هي عملية نموذجية يستخدمها العملاء لجمع المعلومات المكتوبة المتعلقة بقدرات مختلف الموردين، لتحسين قرارات المشتربات بشكل أفضل.
يتم استخدام طلب معلومات في المقام الأول لجمع المعلومات للمساعدة في اتخاذ قرار بشأن الخطوات التي يجب اتخاذها بعد ذلك. ولذلك نادرا ما تكون طلبات المعلومات هي المرحلة النهائية، وغالبا ما تستخدم بالاقتران مع ما يلي:نموذج نموذج طلب تقديم عرض، و طلب عطاءات ، وطلب تسعير. بالإضافة إلی جمع المعلومات الأساسیة، غالبا ما یستخدم طلب المعلومات كتحغيز إلی عدد من الموردین المحتملین بغرض تھیئة الموردین، وبناء إستراتیجیة، وبناء قاعدة بیانات، والإعداد لطلبات تقدیم العرض، وتقديم عطاءوتقدیم التسعير.

## طلب المعلومات في مشاريع التشييد
ويستخدم إجراء طلب المعلومات في مشاريع التشييد في الحالات التي من الضروري فيها تأكيد التفاصيل أو المواصفات أو الملاحظات على رسومات البناء أو لتأمين توجيه موثق أو توضيحات من المهندس المعماري أو العميل للاستمرار في العمل.

## إدارة طلب المعلومات في مشاريع التشييد
كان يتم تتبع طلب المعلومات سابقا باستخدام جداول البيانات، ولكن خلال أوائل القرن الحادي والعشرين بدأت العديد من الشركات باستخدام مختلف تطبيقات إدارة البناء، بما في ذلك منصات إدارة الوثائق، لإدارة عمليات طلب المعلومات.

## إنظر أيضا
- إدارة المشتريات
- طلب عطاءات
- نموذج طلب تقديم عرض

## وصلات خارجية
- إرشادات للتعامل مع طلبات المعلومات